# 2016年4月中國大陸

## 4月3日
- 晚22点50分，在北京望京798和熙酒店中发生针对女房客的袭击、挟持未遂事件。事发后，北京警方未予立案。当事女性将此事在网络社交平台曝光后，引发舆论关注[1][2]。

## 4月4日
- 浙江省杭州萧山区瓜沥镇发生一起交通事故，造成4人死亡、5人受伤。目前，犯罪嫌疑人沈某在余杭区被抓获，案件情况正在进一步侦查中。据当地《钱江晚报》微信公众号报道，事发时奔驰越野车从山上开下来，车子失控，先撞到树，又撞到路上的车，之后冲入路旁人群。[3]
- 习近平的姐夫邓家贵在巴拿马文件泄漏事件中被揭发有开设离岸公司，公司在习近平于2012年中共十八大接任中共中央总书记前停止运作。文件披露，至少8名中国共产党中央政治局现任或前任常委的家族成员涉及相关活动，其中包括刘云山、张高丽、李鹏、贾庆林等。[4]中国政府对国际媒体询问没有做出评论。[5]

## 4月5日
- 中华人民共和国外交部部长王毅对缅甸进行正式访问[6]。
- 博士讨要薪酬被判敲诈，6年申诉4次裁判终获无罪。[7]
- “中晋系”相关公司主要负责人徐勤等21人，因涉嫌非法吸收公众存款和非法集资诈骗在机场被警方带走调查[8]。

## 4月6日
- 国务院总理李克强向在北京开幕的第二十届太平洋地区核能大会致贺信[9]。
- 国务院总理李克强主持召开国务院常务会议，决定实施《装备制造业标准化和质量提升规划》；部署推进“互联网+流通”行动；确定2016年深化医药卫生体制改革重点[10][11][12][13]。
- 下午3点半，中纪委监察部网站同时发布两条“打虎”消息：中共辽宁省委常委、政法委书记苏宏章和山东省济南市委副书记、市长杨鲁豫涉嫌严重违纪，目前正接受组织调查。辽宁与山东均为中央巡视组首批“回头看”省份。自巡视组今年2月底再入辽宁以来，苏宏章已是该省第三名落马的省级官员。而杨鲁豫落马后，济南也成为继南京后又一个书记市长双双落马的副省级省会城市。[14]

## 4月7日
- 国务院总理李克强在人民大会堂东门外广场举行仪式，欢迎来华进行正式访问的斯里兰卡总理维克拉马辛哈[15][16]。
- 下午，国务院总理李克强在人民大会堂会见来华进行国事访问的瑞士联邦主席施奈德－阿曼[17]。

## 4月8日
- 国务院总理李克强在北京中南海紫光阁会见来华出席第二轮中德外交与安全战略对话的德国外长施泰因迈尔[18][19]。
- 近日，网上一段北京“朝阳798和颐酒店一女子被强行拖拽”的视频引发社会广泛关注。4月7日21时许，专案组在河南警方配合下，在河南省许昌市将涉案男子李某（男，24岁，河南人）抓获。今日9时，如家酒店集团官方微博以“真诚的致歉”为题，以“弯弯你好”为开头，以一封信的形式再次发布了致歉信息。[20]涉案男子被指曾“拉皮条”。[21]如果这件事没有发酵到人尽皆知的地步，如果没有无数网友义愤填膺的指责，谁会站出来为这个女子讨回公道？此前他们不是还无耻的要求给钱删帖，息事宁人。[22]
- 最高人民检察院、公安部、财政部日前联合发布《关于保护、奖励职务犯罪举报人的若干规定》，明确十种“打击报复”情形，进一步完善保护、奖励职务犯罪举报人工作。[23][24]

## 4月11日
- 中共中央政治局常委、国务院总理李克强主持召开部分省（市）政府主要负责人经济形势座谈会。中共中央政治局常委、国务院副总理张高丽出席[25]。
- 一起由村民不服貴州省人民政府駁回行政復議申請的行政訴訟案件，在貴州省貴陽市中級人民法院公開開庭審理，貴州省副省長陳鳴明作為行政機關負責人出庭應訴。按照當地媒體的報道，這是全國首例副省長出庭應訴的行政案件。[26]

## 4月12日
- 国务院总理李克强在北京中南海紫光阁会见以色列议长埃德尔斯坦[27]。
- 在过去的两周，一封名为《反对中国化工集团巨资并购转基因毒公司先正达致国务院国有资产监督管理委员会的质询书》在朋友圈中热传，秦仲达的名字被放在了四百多名联名质询人中的第一位，格外醒目。今年2月，中国化工宣布以近三千亿人民币收购瑞士农化巨头先正达，创下了中国海外并购的历史纪录。质询书呼吁，“这个对中国人民和整个人类灾难性的跨国并购，中国人民和全世界人民都坚决反对！！中国化工集团必须立即停止这场导致亡族灭种的自杀式收购！！”先正达业务包括农药与转基因等。秦仲达在接受澎湃新闻专访时称，国应该反对转基因产品推广和高危害农药化学品的应用。[28]

## 4月13日
- 国务院总理李克强主持召开国务院常务会议，听取山东济南非法经营疫苗系列案件调查处理情况汇报；通过《国务院关于修改〈疫苗流通和预防接种管理条例〉的决定》；决定阶段性降低企业社保缴费费率和住房公积金缴存比例[29]。
- 农业部农业部科教司司长廖西元表示，中央对转基因工作要求是明确的[30][31][32][33]。即研究上要大胆、坚持自主创新；推广上要慎重，做到确保安全；管理上要严格，坚持依法监管。“到目前为止，中国批准投入商业化种植的转基因作物只有两种，一是转基因抗虫棉花，二是转基因抗病毒番木瓜。”中国工程院院士、国家农业转基因生物安全委员会主任委员吴孔明介绍,“中国还批准进口用作加工原料的转基因作物,包括大豆、玉米、油菜、棉花、甜菜。除此外,国内市场上流通的小麦、番茄、大蒜、洋葱、紫薯、土豆、彩椒、胡萝卜等粮食和蔬菜,都不是转基因品种。”“中国具有世界上最严格的安全评价体系，中国的监管是世界上最严格的。”[34]我们从新闻上经常看到欧洲和日本检测出中国生产的大米含有转基因成分而退货，但是从来没有听说过中国对于自己生产的转基因大米是怎么检测，怎么进行安全评价的。到底谁在说谎?[35]

## 4月14日
- 下午，国务院总理李克强在人民大会堂同来华进行正式访问的澳大利亚总理特恩布尔举行第四轮中澳总理年度会晤[36][37][38][39][40]。

## 4月15日
- 中华人民共和国国务院总理李克强考察清华大学、北京大学。总理先后在清华大学校史馆参观清华发展历程和重大科技成果展，并来到清华大学图书馆[41]。随后在北大国家发展研究院与知名学者交流，到经济学院看望师生并参观北京大学人文社会科学成果展，与光华管理学院，法学院师生交谈[42][43]。

## 4月16日
- 河北省“第四虎”落马。中央纪委监察部网站通报称，中共河北省委常委、政法委书记张越涉嫌严重违纪，目前正接受组织调查。张越具有资深的政法系统工作背景，2003年11月，张越上调至公安部，任二十六局（反邪教局）局长。在此期间，公安部部长一职是由时任中央政治局委员周永康担任。2007年12月，张越任河北省公安厅党委书记。[44]

## 4月18日
- 中共中央总书记习近平上午主持召开中央全面深化改革领导小组第二十三次会议。会议审议通过了北京市、广东省、重庆市、新疆维吾尔自治区关于进一步规范领导干部配偶、子女及其配偶经商办企业行为的规定（试行）。[45]
- 4月18日公布的《最高人民法院、最高人民检察院关于办理贪污贿赂刑事案件适用法律若干问题的解释》，该司法解释的一项重要规定是对贪污罪、受贿罪的定罪量刑标准进行了明确，其中两罪“数额较大”的一般标准由1997年刑法规定的五千元调整至三万元。终身监禁的裁定必须在裁判的同时就作出，意味着一经作出就必须无条件执行，不能再减刑、释放。[46]
- 国务院总理李克强在北京人民大会堂同来华进行正式访问的新西兰总理约翰·基举行会谈[47][48]。
- 下午，国务院总理李克强在中南海紫光阁会见印度国防部长帕里卡尔[49]。
- 中华人民共和国外交部部长王毅在莫斯科出席中俄印外长第十四次会晤[50]。

## 4月20日
- 国务院总理李克强日主持召开国务院常务会议，部署开展交通基础设施扶贫；决定建设一批大众创业万众创新示范基地；确定促进进出口回稳向好的政策措施[51]。
- 连日来，常州外国语学校500在校生疑似因化工厂污染地块中毒一事引发社会广泛关注。家长自发统计数据，收到的683份体检报告中，数据有异常的是561人。据环境影响报告显示，毒地地皮的三厂原址，地下水出现氯苯、四氯化碳等有机污染物，最严重样本中，氯苯超标逾9.4万倍，土壤氯苯亦超标7.8万倍，汞、铅、镉等重金属亦严重超标。这所准精英初中搬迁到这个劣等地段来，才“偶然”打开了这个潘多拉的盒子。[52]早在几个月前，常州外国语学校“毒地”事件就已在网上传播，然而，有关领导和部门却视而不见、充耳不闻，采取掩耳盗铃之策。[53]
- 近日,有媒体报道温州出现了20年住宅用地使用权年限到期,业主又要花几十万元“延期”的新闻,引发关注和热议。[54]温州市国土局官员也不是完全不懂物权法，而是更精通敛财术，因为他们知道物权法对如何续期没有明确规定，便试图打着方便群众的幌子，参照国有土地出让的做法，继续用土地来赚钱。[55]
- 中共中央总书记、国家主席、中央军委主席、军委联指总指挥习近平20日上午到中央军委联合作战指挥中心视察。[56]
- 家住福清的叶先生说30年前，他的印尼籍伯父回國在福州的一家银行存了三千万美元，可是如今要去取的时候却被告知只有三千美元。银行拒绝提供原始材料双方对簿公堂，法院不審被告審原告，原告是否可取錢需经印尼法庭确认？而对于这件事情，八闽律师所郭时颖表示，当事人可以要求银行提供存款时的凭证，如果银行没有，就要承担举证不利的责任。[57]

## 4月21日
- 中共中央总书记、国家主席、中央军委主席习近平就做好信访工作[58]，妥善处理信访突出问题作出「重要」指示，强调要综合施策，下大气力处理好信访突出问题，把群众合理合法的利益诉求解决好[59][60][61]。
- 中央反腐败协调小组国际追逃追赃工作办公室召开会议，研究部署2016年反腐败国际追逃追赃工作，宣布启动“天网2016”行动。[62]

## 4月22日
- 针对湖南永州市道县一女初中生遭女同学轮流扇耳光视频事件，4月25日道县政府官网通报称，系琐事引发，目前已对涉事的多名学生进行处理，其中，3人被处以治安拘留，另4人管教。4月22日晚，有网友在QQ、微信等网络平台上发布一段视频，视频内容为数名女生掌掴一名女生。澎湃新闻发现，不到100秒的视频中，女生被掌掴32次，其间一直没有反抗并让其下跪。[63]欺辱少女在美要坐牢，在华不用？[64]建议借鉴英美法系，用判例法来实现司法公正。[65]
- 近日，在保定市安新县一所中学的操场上，共有8名未成年人涉案，其中2人已被当地警方行政拘留，另外6人被警方批评教育，并责令其监护人严加管教[66][67]

## 4月23日
- 中共中央总书记习近平出席全国宗教工作会议并发表「重要」讲话。中共中央政治局常委、国务院总理李克强主持会议。中共中央政治局常委、全国人大常委会委员长张德江，中共中央政治局常委、中央书记处书记刘云山，中共中央政治局常委、中央纪委书记王岐山出席会议。中共中央政治局常委、全国政协主席俞正声作总结讲话[68]。习近平強調要用法律规范政府管理宗教事务的行为，用法律调节涉及宗教的各种社会关系。弘扬中华民族优良传统，用团结进步、和平宽容等观念引导广大信教群众，支持各宗教在保持基本信仰、核心教义、礼仪制度的同时，深入挖掘教义教规中有利于社会和谐、时代进步、健康文明的内容，对教规教义作出符合当代中国发展进步要求、符合中华优秀传统文化的阐释。[69]

## 4月24日
- 李克强总理来到2013年芦山地震中受灾最严重的震中龙门乡[70]。首先前往祭奠遇难同胞和抗震救灾中英勇献身的烈士，随后来到四川雅安，考察“4·20”芦山强烈地震灾后基础设施恢复重建情况；并访问四川芦山县第二初级中学[71]、四川芦山县康源农业生态园[72]。

## 4月25日
- 中共中央总书记习近平就全国政法队伍建设工作会作出「重要」指示：努力打造过硬政法队伍，护航平安中国法治中国，坚持从严治警不动摇。[73]
- 习总书记到小岗村考察表明：中国决不会走回头路。[74]通过习近平的一系列相关论述来看，中国走和平发展道路的决心是坚定不移的，中国也不会重蹈霸权国家的老路。[75]
- 中华人民共和国国务院总理李克强专程考察四川大学就业指导中心[76][77][78]。

## 4月26日
- 中华人民共和国外交部部长王毅访问文莱、柬埔寨和老挝[79]。

## 4月27日
- 国务院总理李克强主持召开国务院常务会议，部署加快中西部教育发展补“短板”；确定推动文化文物单位文化创意产品开发的措施；通过《农田水利条例（草案）》[80][81][82]。
- 中华人民共和国外交部部长王毅出席亚洲相互协作与信任措施会议第五次例行外长会议[83]。
- 福州男子公交上猥亵女子，遭反抗竟暴打对方。[84]
  - 女子被猥亵无人相助少年帮忙反惹祸。[85]
- 山东源大工贸有限公司员工于欢殺死了杜志浩。[86]

## 4月28日
- 西安福银高速蓝田段一辆长途客车上发生一起暴力杀人纵火案。事故中客车被烧成空壳，造成8人死亡，5人受伤。[87][88]

## 4月30日
- 日本外务大臣岸田文雄访问中国，并会晤国务院总理李克强，是日本外相与中国总理四年以来的首次会谈[89][90][91]。